# Княщинское сельское поселение (Тверская область)
Княщинское се́льское поселе́ние — упразднённое муниципальное образование в составе Вышневолоцкого района Тверской области России.
На территории поселения находились 25 населённых пунктов. Центр поселения — деревня Княщины.
Образовано в 2005 году, включило в себя территории Ильинского и Княщинского сельских округов.

## Географические данные
- Общая площадь: 147,2 км²
- Нахождение: юго-восточная часть Вышневолоцкого района
  - Граничит:
    - на севере — с Зеленогорским СП и Холохоленским СП
    - на востоке — со Спировским районом, Выдропужское СП
    - на юге — с Торжокским районом, Осташковское СП
    - на западе — с Есеновичским СП

Главная река — Шегра, её притоки: Оскомля, Веревочка, Вешня, Валай, Кичка.

## Экономика
Основные хозяйства: СПК «Ильинское» и колхоз «Сила Стали».

## Население
По переписи 2002 года — 749 человек (279 Ильинский и 470 Княщинский сельские округа), на 01.01.2008 — 697 человек.
Национальный состав: русские.

## Населенные пункты
На территории поселения находятся следующие населённые пункты:
| №  | Тип нп | Название    | Население (2008 год) |
| -- | ------ | ----------- | -------------------- |
| 1  | дер.   | Агрызково   | 27                   |
| 2  | дер.   | Березино    | 28                   |
| 3  | дер.   | Гаврилово   | 4                    |
| 4  | дер.   | Горка       | 6                    |
| 5  | дер.   | Гирино      | 4                    |
| 6  | дер.   | Дубровка    | 20                   |
| 7  | дер.   | Еляково     | 5                    |
| 8  | дер.   | Заход       | 0                    |
| 9  | село   | Ильинское   | 226                  |
| 10 | дер.   | Княщины     | 259                  |
| 11 | дер.   | Лахново     | 0                    |
| 12 | дер.   | Мошково     | 0                    |
| 13 | дер.   | Никифорово  | 4                    |
| 14 | дер.   | Ножкино     | 1                    |
| 15 | дер.   | Олохово     | 0                    |
| 16 | дер.   | Павлово     | 0                    |
| 17 | дер.   | Петрово     | 0                    |
| 18 | дер.   | Починок     | 5                    |
| 19 | дер.   | Редькино    | 82                   |
| 20 | дер.   | Рыскино     | 7                    |
| 21 | дер.   | Сухохлебово | 5                    |
| 22 | дер.   | Улиткино    | 6                    |
| 23 | дер.   | Федориха    | 0                    |
| 24 | дер.   | Черенцово   | 2                    |
| 25 | дер.   | Шитовичи    | 6                    |

### Бывшие населенные пункты
На территории поселения исчезли деревни Бурмино, Свининово, Раскопань.

## История
В XII—XV вв. территория поселения относилась к Новгородской земле и лежала на стыке границ Деревской пятины, Бежецкой пятины и «городовой волости» города Торжка. В XV веке присоединена к Великому княжеству Московскому.
- После реформ Петра I территория поселения входила:
  - в 1708—1727 гг. в Санкт-Петербургскую (Ингерманляндскую 1708—1710 гг.) губернию, Тверскую провинцию,
  - в 1727—1775 гг. в Новгородскую губернию, Тверскую провинцию,
  - в 1775—1796 гг. в Тверское наместничество, Вышневолоцкий и Новоторжский уезды,
  - в 1796—1929 гг. в Тверскую губернию, Вышневолоцкий и Новоторжский уезды,
  - в 1929—1935 гг. в Московскую область, Вышневолоцкий и Ясеновичский районы,
  - в 1935—1958 гг. в Калининскую область, Вышневолоцкий и Есеновичский (Ясеновичский) районы,
  - в 1958—1990 гг. в Калининскую область, Вышневолоцкий район,
  - с 1990 в Тверскую область, Вышневолоцкий район.

В середине XIX-начале XX века большинство деревень поселения относились к Домославской волости Вышневолоцкого уезда и Поведской и Раменской волостям Новоторжского уезда.

## Известные люди
В деревне Петрово родился Герой Советского Союза Пётр Дмитриевич Дмитриев.
В с. Княщины проживала и 10.06.1903 г.(ст.ст.) умерла Новоторжского уезда дворянка Евдокия Дмитриева Тыртова (89 лет).
В с. Княщины проживал и 01.02.1904 г.(ст.ст.) умер потомственный дворянин Василий Николаев Вердеревский (38 лет, воспаление лёгких).
В с. Княщины проживал и 14.06.1911 г.(ст.ст.) умер римско-католического исповедания дворянин Ромуальд-Георгий Онуфриев Гасцицкий (83 г.)
В поместье дер. Улиткина проживала и 06.11.1916 г.(ст.ст.) умерла дворянская жена Настасья Васильевна Ливотова (49 лет, порок сердца).